# Bohumil Plánský
Bohumil Plánský (1932 České Budějovice – 5. února 2012 Krnov) byl český organolog, varhaník, varhanář, povoláním chemik a technolog.

## Životopis
Bohumil Plánský se narodil roku 1932 v Českých Budějovicích, kde se začal učit na varhany. Hru a znalosti se učil u hudebního skladatele a varhaníka Bedřicha Antonína Wiedermanna. Hru na varhany rovněž studoval na Akademii múzických umění, kterou úspěšně absolvoval v roce 1951. Kromě toho absolvoval i vysokou školu chemicko-technologickou v Praze.
V 60. letech 20. století působil jako vedoucí výzkumného ústavu keramických a stavebních izolací v Borovanech. Souběžně pracoval jako regenschori v pražské bazilice sv. Jakuba.
Od roku 1971 pracoval v krnovském varhanářské společnosti Rieger-Kloss. Ve firmě pracoval až do odchodu do důchodu. V 90. letech 20. století začal vyučovat na Střední umělecké škole varhanářské sídlící v Krnově.
Oficiálně byl uveden do Guinessovy knihy rekordů jakožto konstruktér a majitel největších bytových varhan na světě.
Bohumil Plánský zemřel 5. února roku 2012 v Krnově.